# Fluorid vanadičitý
Fluorid vanadičitý, VF4, je paramagnetická, žlutohnědá látka. Je silně hygroskopický, na rozdíl od chloridu vanadičitého není těkavý, protože má polymerní strukturu. Rozkládá se při nižší teplotě než je teplota tání.

## Příprava a reakce
Fluorid vanadičitý lze připravit reakcí chloridu vanadičitého s bezvodým fluorovodíkem:
VCl4 + 4 HF → VF4 + 4 HCl
Snadno disproporcionuje na VF5 a VF3, čištění je možno provést sublimací fluoridu vanadičitého.
2 VF4 → VF5 + VF3

## Struktura
Má podobnou strukturu jako fluorid cíničitý. Vanad má koordinační číslo šest, čtyři z šesti fluorů jsou můstkové.

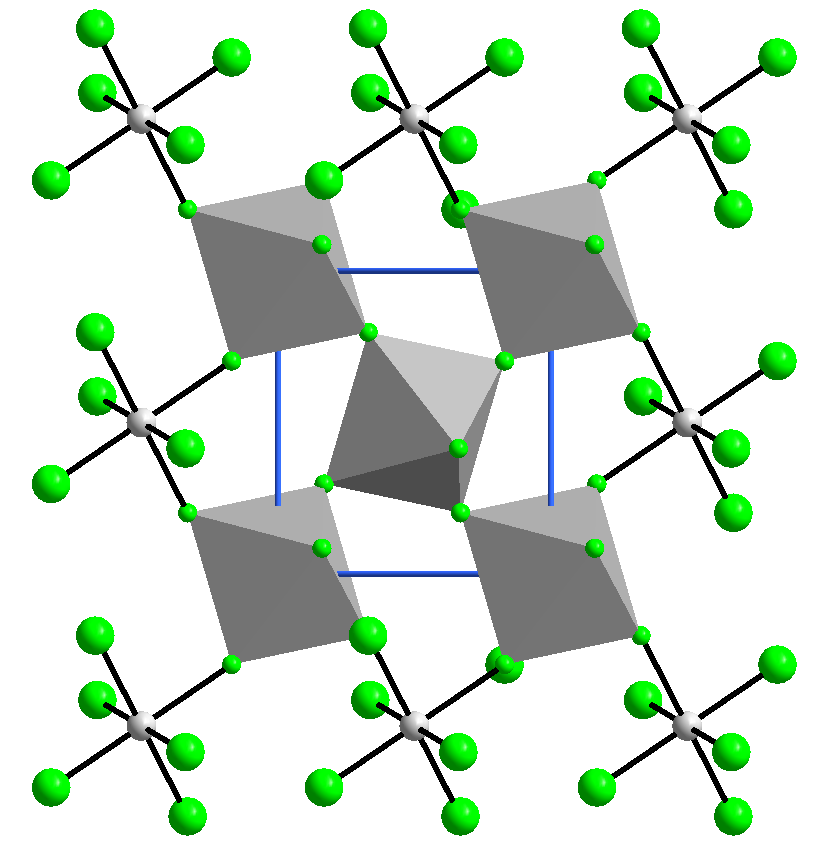
Struktura fluoridu vanadičitého